# Piotr Shilovski
Piotr Petróvich Shilovski (en ruso: Пётр Петрович Шиловский) (12 de septiembre de 1871 - 3 de junio de 1957) fue un conde ruso, jurista, estadista y gobernador de Kostromá entre 1910 y 1912, y de Olónets desde 1912 hasta 1913. Es conocido como el inventor del girocoche, que demostró por primera vez en Londres en 1914. En 1922, Shilovski emigró al Reino Unido.

## Semblanza

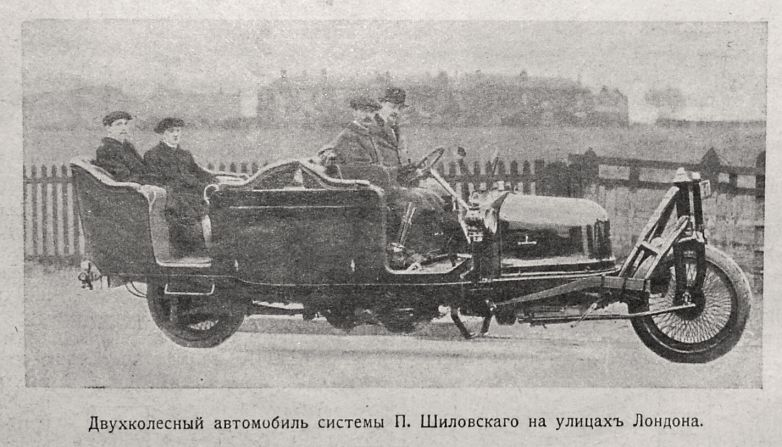
Girocoche de Shilovski en Londres (1914)

Shilovski perteneciá a una familia de nobles terratenientes, propietarios de terrenos en Glebovo-Izbische, cerca de Moscú. Su padre, Petr Stepánovich Shilovski, era integrante del Consejo de Estado; y su abuelo, Stepan Ivánovich Shilovski, había sido consejero de la corte imperial durante más de diez años, y se convirtió en uno de los miembros más influyentes de la nobleza rusa. 
En 1892 se graduó en la Escuela Imperial de Jurisprudencia, se desempeñando los cargos de investigador judicial en Luga, cerca de San Petersburgo, y de juez en la provincia de San Petersburgo. Entró al servicio en el departamento de heraldos del Senado.
En 1894 accedió a la oficina del Primer Departamento en el Senado. Durante este período, ejerció como periodista y escribió artículos en la prensa sobre temas legales. En 1895 fue nombrado investigador judicial del condado de Luga en la provincia de San Petersburgo. En 1900, pasó a ser fiscal adjunto del tribunal de distrito en Reval y Sarátov, siendo elegido juez de paz honorífico de Petrozavodsk. Más adelante, durante un breve periodo de tiempo sirvió como vicegobernador en Oral (1904), gobernador militar la misma región (1905), vicegobernador de Yekaterinoslav (1906) y vicegobernador de Simbirsk (1907). A continuación, ostentó la gobernación de Kostromá (1910-1912) y de Olónets (1912-1913). En 1905 había sido nombrado ayudante de cámara imperial.
En 1909, recibió la patente sobre "Un dispositivo para mantener el equilibrio de vagones u otros cuerpos en una posición inestable" en Inglaterra, Alemania, Francia y los Estados Unidos.
En 1911, en la exposición de San Petersburgo, demostró un modelo de ferrocarril monorail oscilante estabilizado, y en mayo de 1914 las calles de Londres presemciaron la presentación de su girocoche (un automóvil de dos ruedas estabilizado giroscópicamente).
El 1 de mayo de 1913, Shilovski fue nombrado magistrado honorario del distrito de Soligalichski en la provincia de Kostroma por decreto del Senado; y el 5 de mayo de 1913, a solicitud de la administración pública de la ciudad de Kostroma, el emperador recibió el título de ciudadano honorario de Kostroma. En julio de 1913 fue destituido de su cargo como gobernador de Olonets.
Durante la Primera Guerra Mundial, Shilovski desarrolló un proyecto para estabilizar el cañón de un buque, en el que se basan los actuales estabilizadores de movimiento giroscópicos, los oroscopios (indicadores de rumbo giroscópico), ensayados en un yate y en un avión Sikorsky Ilya Muromets.
El 8 de septiembre de 1919, presentó un informe en una reunión del Consejo de Economía Nacional de toda Rusia "Sobre la construcción de una línea ferroviaria giroscópica Kremlin-Kuntsevo". El Consejo Económico Supremo publicó un decreto sobre la conveniencia de construir un ferrocarril experimental giroscópico, de 6 millas de largo, e instruye a L. B. Krasin, un miembro del presidium, para establecer una comisión con objeto de preparar el decreto y dar un avance a la construcción.
Shilovski adquirió gran popularidad por la introducción (1919) y la construcción (1921–1922) del ferrocarril monorraíl San Petersburgo - Detskoe Selo (ahora Pushkin) - Gátchina.
Científicos famosos participaron en el establecimiento de las bases teórica del ferrocarril monorriel, como Iván Mescherski, Piotr Fiodórovich Papkóvich y Nikolái Zhukovski.
El tramo de prueba se reconoció de importancia nacional y la gestión de su construcción se confió al Consejo de Economía Nacional de toda Rusia. En solo un año, bajo la dirección de Shilovski, un grupo de ingenieros completó un borrador de trabajo detallado de las vías y del tren (como R. N. Wolff, A. M. Godytski-Tsvirko, V. N. Evreinov, R. A. Luther, A. S. Schwartz y otros). Se suponía que el tren consistiría en dos vagones y se movería a una velocidad de 150 kilómetros por hora.
Era posible tender una parte de las vías a lo largo de una distancia de unos 12 kilómetros, y se ordenó a las fábricas de Petrogrado que construyeran un tren. Sin embargo, el trabajo iniciado en el verano de 1919 se ralentizó constantemente y se detuvo por completo en mayo de 1922 debido a la devastación de Rusia posterior a la Primera Guerra Mundial y a la falta de fondos.
En 1922 emigró al Reino Unido, donde continuó trabajando en Sperry Corporation, y dos años después, en 1924, publicó la monografía "Giróscopo: su diseño y aplicación".
Murió el 3 de junio de 1957 en Herfordshire (Inglaterra), habiendo vivido 85 años.